# John L. Bates
John Lewis Bates (18 de Setembro de 1859 – 8 de Junho de 1946) foi um advogado e político de Massachusetts. Filiado ao Partido Republicano, esforçou-se para promover East Boston, garantir a aprovação legislativa do primeiro túnel sob Boston Harbor, juntando o bairro ao resto da cidade. De 1903 até 1905, exerceu como Governador de Massachusetts, aborrecendo notavelmente o establishment Republicano com suas táticas de organização e depois alienando seus próprios partidários com algumas de suas ações e propostas executivas. Mais tarde, exerceu como presidente da Convenção Constitucional de Massachusetts de 1917 até 1918.

## Primeiros anos
John Bates nasceu em North Easton, Massachusetts, filho do Rev. Lewis Benton Bates, um sacerdote Metodista itinerante, e Louisa D. (Field) Bates. Frequentou escolas públicas em New Bedford, Chelsea, Taunton e, eventualmente, na Boston Latin School. Então frequentou a Universidade de Boston, afiliada aos metodistas, ganhando um B.A. em 1882, e Formou-se na Boston University School of Law em 1885. Durante a década seguinte, Bates exerceu direito em Boston, residindo no bairro de East Boston. Casou-se com Clara Elizabeth Smith no dia 12 de Julho de 1887.
Bates, filiado ao Partido Republicano, exerceu pela primeira vez na Câmara Municipal de Boston e depois venceu a eleição para a Câmara dos Representantes de Massachusetts em 1893. Exerceu nesse órgão de 1894 até 1899; de 1897 até 1899, foi presidente da Câmara. Durante esse período, Bates construiu um sistema de apoio político baseado na ala que era amplamente independente da infraestrutura partidária existente; sua eleição para a presidência da Câmara veio sem o apoio do partido. A partir de 1891, Bates começou a promover melhores conexões de transporte entre East Boston e o resto da cidade (da qual é separada pelo interior de Boston Harbor). Os primeiros projetos para uma ponte não deram em nada, e começou a trabalhar em um projeto de túnel. Esse projeto encontrou oposição da liderança de Boston, que não queria estar envolvida com os custos da construção. Bates convenceu o prefeito Josiah Quincy a aceitar um pedágio de um centavo por ciclista, garantindo um acordo para sua construção. Inaugurado em 1904, enquanto Bates era governador, foi o primeiro dos túneis do porto e agora leva a Linha Azul da MBTA.

## Vice-Governador e Governador
Em 1899, Bates voltou a contrariar o establishment do Partido Republicano, derrotando o candidato esperado, Curtis Guild, Jr., pela indicação do partido a Vice-Governador de Massachusetts. Bates não era altamente considerado pelos integrantes mais brâmanes do establishment do partido, mas acabou apoiando suas candidaturas a vice-governador e governador. Murray Crane, sob quem exerceu, observou que alguma aversão a Bates dentro do partido estava enraizada "na profunda ideia de um certo integrante .. 'de que não era como nós'".
Em 1902, Bates foi eleito o 41º Governador, apesar de uma convergência significativa de Republicanos com seu oponente Democrata, William A. Gaston. Durante seu primeiro mandato, Bates intensificou a aplicação das rigorosas leis de controle de bebidas do Estado, custando-lhe votos em 1903, especialmente em Boston. Também gerou polêmica ao desconsiderar os pedidos dos apoiadores, atendendo aos integrantes mais exclusivos do establishment do partido. Aqueles, no entanto, apenas apoiaram-o pelo dever do partido e também ficaram chateados com a nomeação de um de seus companheiros de East Boston como comissário de polícia de Boston. Embora tenha ganho a reeleição em 1903, seu segundo mandato aprofundou as divergências. Propôs novas emendas às leis de entretenimento de domingo e irritou os interesses agrícolas com uma proposta pouco fundamentada de reorganização da classificação e inspeção das fazendas. A legislatura controlada pelos Republicanos aprovou uma lei limitando o horário de trabalho de mulheres e crianças, que vetou, conseguindo a oposição de interesses trabalhistas. Então irritou grupos de veteranos ao vetar um projeto de lei que concede uma gratificação aos veteranos sobreviventes da Guerra Civil Americana do estado, que os integrantes rebeldes da legislatura anularam com sucesso.
Em 1904, os Democratas nomearam o empresário de Brockton, William L. Douglas, que possuía nome e reconhecimento facial em todo o país, porque sua imagem estava estampada nos sapatos que vendia. Douglas, que estava em boas relações com os interesses trabalhistas, basicamente financiou a campanha Democrata e conquistou uma vitória esmagadora sobre Bates.

## Últimos anos
Bates então aposentou-se para sua advocacia privada em Boston, largando a vida política. Foi oferecido a possibilidade de candidatar-se a Vice-Presidente dos Estados Unidos em 1912, mas recusou. De 1917 até 1919, presidiu a Convenção Constitucional de Massachusetts, que promulgou uma série de mudanças na constituição do estado. Durante a Segunda Guerra Mundial, serviu na Comissão de Segurança Pública do estado. Aposentou-se da advocacia em 1931 e morreu em sua casa em Allston em 1946. Foi sepultado no Cemitério Woodlawn em Everett.
Bates era um membro ativo dos Maçons e da International Order of Odd Fellows. Recebeu um diploma de direito honorário pela Universidade Wesleyan em 1903.